# Džóšú Sasaki
Kjózan Džóšú Sasaki (杏山佐々木承周 [Kjózan Sasaki Džóšú], vlastním jménem Džóšú Sasaki (japonsky 佐々木承周, 1. dubna 1907 – 27. července 2014) byl japonský učitel rinzai zenu. Narodil se v Japonsku, ale největší část svého života prožil ve Spojených státech amerických. Ve svých třinácti letech se stal mnichem a roku 1947 mu byl přidělen titul róši (老師). V roce 1971 založil nedaleko Los Angeles klášter Mount Baldy Zen Center. Mezi jeho žáky patřil například kanadský hudebník a spisovatel Leonard Cohen. Zemřel v roce 2014 v Los Angeles ve věku 107 let.